# Dioxyna conflicta
Dioxyna conflicta är en tvåvingeart som först beskrevs av Charles Howard Curran 1929.  Dioxyna conflicta ingår i släktet Dioxyna och familjen borrflugor. Inga underarter finns listade i Catalogue of Life.